# Gmina Pühalepa
Gmina Pühalepa (est. Pühalepa vald) – dawna gmina wiejska w Estonii, w prowincji Hiuma. Położona była we wschodniej części prowincji na wyspie Hiuma oraz na wyspach wzdłuż jej wybrzeża, z których największe to: Vohilaid, Heinlaid, Saarnaki, Kaevatsi i Hanikatsi.
Została zlikwidowana w wyniku reformy z 2017 roku, kiedy gminy wchodzące w skład prowincji Hiuma połączono w jedną wiejską gminę Hiuma.
Na terenie gminy znajdowały się następujące wsie:
- Ala, Aruküla, Hagaste, Hausma, Hellamaa, Heltermaa, Hiiessaare, Hilleste, Kalgi, Kerema, Kukka, Kuri, Kõlunõmme, Leerimetsa, Linnumäe, Loja, Lõbembe, Lõpe, Määvli, Nõmba, Nõmme, Palade, Paluküla, Partsi, Pilpaküla, Prählamäe, Puliste, Pühalepa, Pühalepa-Harju, Reikama, Sakla, Salinõmme, Sarve, Soonlepa, Suuremõisa, Suuresadama, Sääre, Tammela, Tareste, Tempa, Tubala, Undama, Vahtrepa, Valipe, Viilupi, Vilivalla, Värssu.